# Stazione di Montechiaro-Denice
La stazione di Montechiaro-Denice è una stazione ferroviaria classe bronze posta lungo la linea Alessandria-San Giuseppe di Cairo, al servizio dei comuni di Montechiaro d'Acqui e di Denice.
Fino al secondo dopoguerra era collegata alla fornace di mattoni, ormai non più attiva, tramite un piccolo raccordo a scartamento ridotto. Disponeva anche di un piano caricatore e di due binari tronchi dedicati ai carri merci, disarmati nei primi anni Novanta.
Fermano soltanto treni regionali. Il servizio è gestito da Trenitalia.